# 铁路生活区
铁路生活区是中华人民共和国湖北省黄冈市麻城市下辖的一个类似乡级单位。

## 行政区划
下辖以下地区：
虚拟铁路社区。